# Copperplate

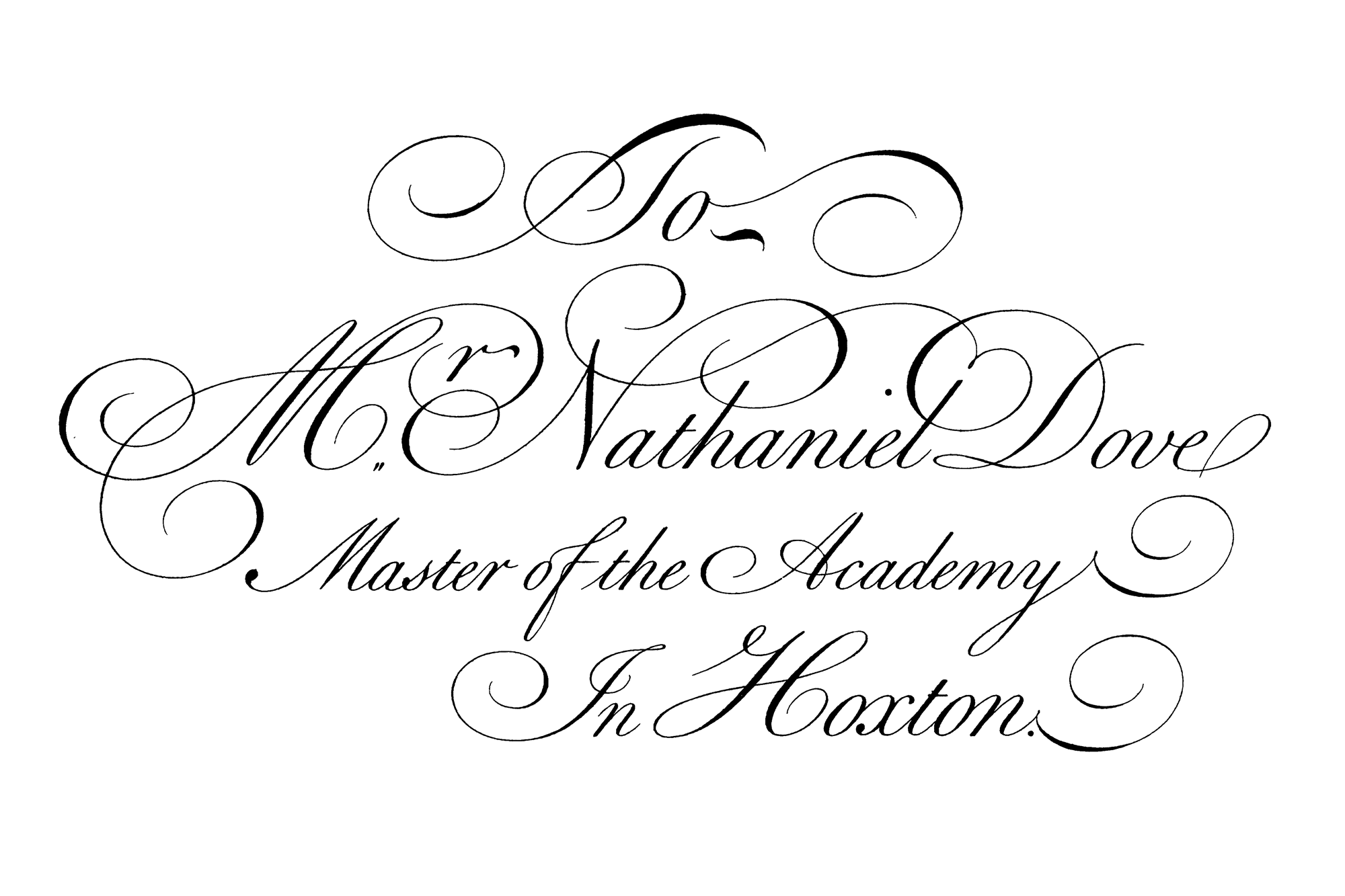

Copperplate là kiểu thư pháp chủ yếu dựa trên kiểu Roundhand của Anh. Mặc dù nó thường được dùng làm thuật ngữ chung cho nhiều loại thư pháp viết bằng bút máy chấm mực, kiểu chữ Copperplate được đề cập chính xác nhất đến các kiểu chữ viết trình bày trong vở tập viết được làm bằng cách in khắc lõm.
Thuật ngữ Copperplate Script được xác định là một trong những phong cách thư pháp nổi tiếng và được đánh giá cao nhất mọi thời đại. Các phiên bản trước  bắt buộc phải có một cây bút lông chim đầu mỏng. Sau đó, với sự phát triển của công nghiệp hóa, việc sử dụng ngòi kim loại có đầu nhọn linh hoạt và bền hơn đã trở nên phổ biến. Nhiều bậc thầy thư pháp đã cống hiến những đóng góp của mình trong việc xác định các chuẩn mực thẩm mỹ của kiểu chữ copperplate, nhưng điều thực sự nổi bật về cơ bản là tác phẩm của bậc thầy viết lách và thợ khắc George Bickham (trong sách The Universal Penman (1733–1741) của ông đã thu thập được nhiều mẫu kiểu chữ từ 25 nhà thư pháp Luân Đôn tài ba). Copperplate trước đây chắc chắn là kiểu chữ sử dụng rộng  rãi nhất vào giữa thế kỷ 17 và 18, và việc ảnh hưởng chữ viết này không chỉ lan rộng khắp châu Âu mà còn ở Bắc Mỹ.